# 蒙希于米耶尔
蒙希于米耶尔（法語：Monchy-Humières，法語發音：[mɔ̃ʃi ymjɛʁ]）是法国瓦兹省的一个市镇，属于贡比涅区。

## 地理
蒙希于米耶尔（49°28'11"N, 2°45'7"E）面积7.8 平方千米，位于法国上法蘭西大區瓦兹省，该省份为法国北部内陆省份，北起索姆省，西接厄尔省和滨海塞纳省，南至塞纳-马恩省和瓦兹河谷省，东临埃纳省。
与蒙希于米耶尔接壤的市镇（或旧市镇、城区）包括：昂特伊波尔特、博日、阿龙德河畔布赖讷、阿龙德河畔古尔奈、蒙马丹、雷米。

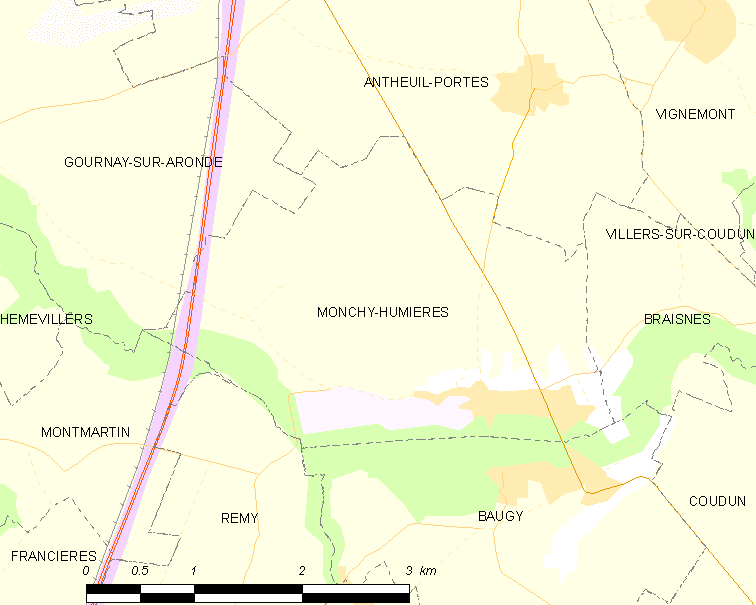
蒙希于米耶尔的OSM定位图

蒙希于米耶尔的时区为UTC+01:00、UTC+02:00（夏令时）。

## 行政
蒙希于米耶尔的邮政编码为60113，INSEE市镇编码为60408。

## 政治
蒙希于米耶尔所属的省级选区为埃斯特雷圣但尼县。

## 人口

1962-2008年间蒙希于米耶尔人口变化图示

蒙希于米耶尔于2022年1月1日时的人口数量为776人。